# كأس الاتحاد الإنجليزي 1932–33
كأس الاتحاد الإنجليزي 1932–33 (بالإنجليزية: 1932–33 FA Cup)‏ هو الموسم 58 من  كأس الاتحاد الإنجليزي. أقيم خلال الفترة 3 سبتمبر 1932 وحتى 29 أبريل 1933، والذي يشرف على تنظيمه الاتحاد الإنجليزي لكرة القدم، وفاز فيه نادي إيفرتون.